# Selenča
Selenča (in serbo Селенча?, Selenča) è un villaggio della Serbia situato nella municipalità di Bač, nel Distretto della Bačka Meridionale, nella provincia autonoma di Voivodina. La cittadina con una prevalenza etnica di slovacchi conta 3 279 abitanti (censimento del 2002).